# Сарапала
Сарапала — река в России, протекает в Республике Татарстан. Устье реки находится в 81 км по левому берегу реки Степной Зай (Заинское водохранилище). Длина реки составляет 21 км, площадь водосборного бассейна 91,2 км². 

## Данные водного реестра
По данным государственного водного реестра России относится к Камскому бассейновому округу, водохозяйственный участок реки — Кама от Нижнекамского гидроузла и до устья, без реки Вятка, речной подбассейн реки — бассейны притоков Камы до впадения Белой. Речной бассейн реки — Кама.